# Бавуудоржийн Баасанхуу
Бавуудоржийн Баасанхуу (монг. Бавуудоржийн Баасанхүү; род. 26 ноября 1999, Мурэн) — монгольская дзюдоистка, выступающая в весовой категории до 48 кг. Серебряный призёр летних Олимпийских игр 2024 года, чемпионка мира 2024 года. Чемпионка Азии 2024 года. Победительница турнира Большого шлема в Душанбе (2024 год).

## Биография
Бавуудоржийн Баасанхуу родилась 26 ноября 1999 года.

## Карьера
Первым крупным международным успехом монгольской дзюдоистки стал турнир Большого шлема в Париже в 2022 году, где она завоевала серебряную медаль, уступив японке Нацуми Цуноде. На чемпионатах мира 2022 и 2023 годов она дошла только до стадии 1/8 финала. На Азиатских играх 2022 года, которые состоялись в сентябре 2023 года, Баасанхуу заняла седьмое место.
Бавуудоржийн победила в финале корейскую дзюдоистку Ли Хекен и завоевала золотую медаль чемпионата Азии 2024 года, а также одержала победу на турнире Большого шлема в Душанбе в 2024 году.
Весной 2024 года на предолимпийском чемпионате мира, который состоялся в Объединённых Арабских Эмиратах, монгольская спортсменка стала чемпионкой мира, победив в финале спортсменку из Италии Ассунту Скутто.
На летних Олимпийских играх 2024 года в Париже Баасанхуу завоевала серебряную медаль, уступив в финальной схватке японке Нацуме Цуноде.